# Comisaría General de Abastecimientos y Transportes
La Comisaría General de Abastecimientos y Transportes fue un organismo de la administración española activo entre 1939 y mediados de los años 1980. Sus funciones incluían la obtención y adquisición de recursos para el abastecimiento, la intervención de los productos que le estuviesen encomendados, y el destino de los procedentes de intervenciones e incautaciones.

## Historia
Organismo creado por Ley de 10 de marzo de 1939 y decreto de 28 de abril. Tras varias reestructuraciones iniciales, incluyendo la coordinación de funciones con la Fiscalía de Tasas y otros organismos de vigilancia, su organización queda fijada en el decreto de 24 de junio de 1941 (BOE del 27). Nótese que la ley de expropiaciones (vigente en 2012) de 1954, en su artículo 1.2, se inhibe en favor de esta legislación especial -o sus modificaciones- en las cuestiones relativas a abastecimientos.
A mediados de los cincuenta se produce una nueva reestructuración, esta vez debida a la evolución de la economía del país. Así, la CAT creó en 1957 en Madrid el primer supermercado de España y con el objeto de modernizar de esta manera la distribución de alimentos se crearon varias cadenas de este tipo; la primera de ellas, ese mismo año, fue la Compañía Auxiliar de Abastecimientos S.A., CABSA.
En 1981 el SENPA asume la titularidad de sus bienes, derechos y obligaciones; las delegaciones provinciales perduran hasta 1984.
Una de sus últimas tareas fue la operación de canje, en 1981, del aceite tóxico relacionado con la Enfermedad de la colza.

## Comisarios Generales
A lo largo de su actividad, fueron Comisarios Generales de este organismo:
- Etapa militar
  - 1939-1946 Rufino Beltrán Vivar
  - 1946-1954 José Luis del Corral Sáiz, previamente Director del Instituto Nacional de Estadística (España)
  - 1954-1957 Emilio Giménez Arribas, previamente director del Instituto Nacional de Estadística (España)
  - 1957-1958 José Manuel Ibietatorremendía
- Rango de Subsecretaria
  - 1958-1962 Antonio Pérez-Ruiz Salcedo
  - 1962 - 1965 Andrés Rodríguez Villa
  - 1965 - 1969 Enrique Fontana Codina
  - 1969 - 1973 José García de Andoain Pinedo
- Post -1973, Rango de Dirección General
  - 1973 - 1976 Juan Antonio Sánchez Molina.
  - 1976 - 1980 Félix Pareja Muñoz[5]
  - 1980 - 1981 José Guilló Fernández
- SENPA
  - 1980 - 1982 Arturo Díez Marijuán
  - 1982 - 1991 Juan José Burgaz[6]